# Díptico de la Virgen con Maarten van Nieuwenhove
El Díptico de la Virgen con Maarten van Nieuwenhove es una obra del pintor alemán Hans Memling. Está realizado en óleo sobre tabla, y fue pintado en 1487. Se trata de dos tablas, midiendo ambas 52 cm de alto y 41,5 cm de ancho. Las tablas representan la «Virgen con Niño» y el «Retrato de Maarten van Nieuwenhove» y se encuentran en el Hospital de San Juan (Sint-Janshospitaal) de Brujas. 

## Descripción
La pintura es un ejemplo típico de díptico devocional flamenco temprano, que todavía conserva el marco y bisagras originales. Sin embargo, es una novedad mostrar la escena inserta en un interior, en lugar de un fondo neutro oscuro.
En el panel de la Virgen, la ventana arriba a la izquierda originalmente iba a ser transparente y mostrar el cielo, pero luego se cambió para mostrar el escudo de armas de van Nieuwenhove, lo cual también es poco común pues lo habitual era pintarlo en el panel del retrato por el exterior. Está rodeado por cuatro manos heráldicas sembrando, un juego de palabras pues el apellido del modelo significa "del nuevo jardín". El mismo escudo de armas adorna el cierre del libro abierto, biblia o libro de oraciones, delante del joven.
El espejo redondo detrás de María refleja la espalda de la figura y al donante, haciendo aun más explícito que ambos paneles muestran la misma habitación y momento, aunque la escena no coincide del todo, ya que el espejo también fue incluido por el artista en una etapa posterior durante el trabajo. La unidad espacial y temporal también es enfatizada por pequeños detalles, como la rica alfombra oriental a la izquierda del manto de la Virgen y bajo las manos orantes del joven, indicando que se apoyan en el mismo fingido parapeto inferior. En el marco, abajo, se lee: "HOC OPUS FIERI FECIT MARTINUS DE NEWENHOVEN ANNO DM 1487 - ANNO VERO ETATIS SUE 23" (Marten van Nieuwenhove mandó realizar esta obra en 1487 [panel izquierdo] - A la edad de 23 [panel derecho]).
Las vidrieras de las ventanas están decoradas con un San Cristóbal y un San Jorge, en el panel izquierdo de la Virgen, y un San Martín de Tours, santo patrón del retratado, en el panel derecho. A través de la ventana abierta detrás del joven, se puede ver el Minnewater, un rincón romántico de Brujas.

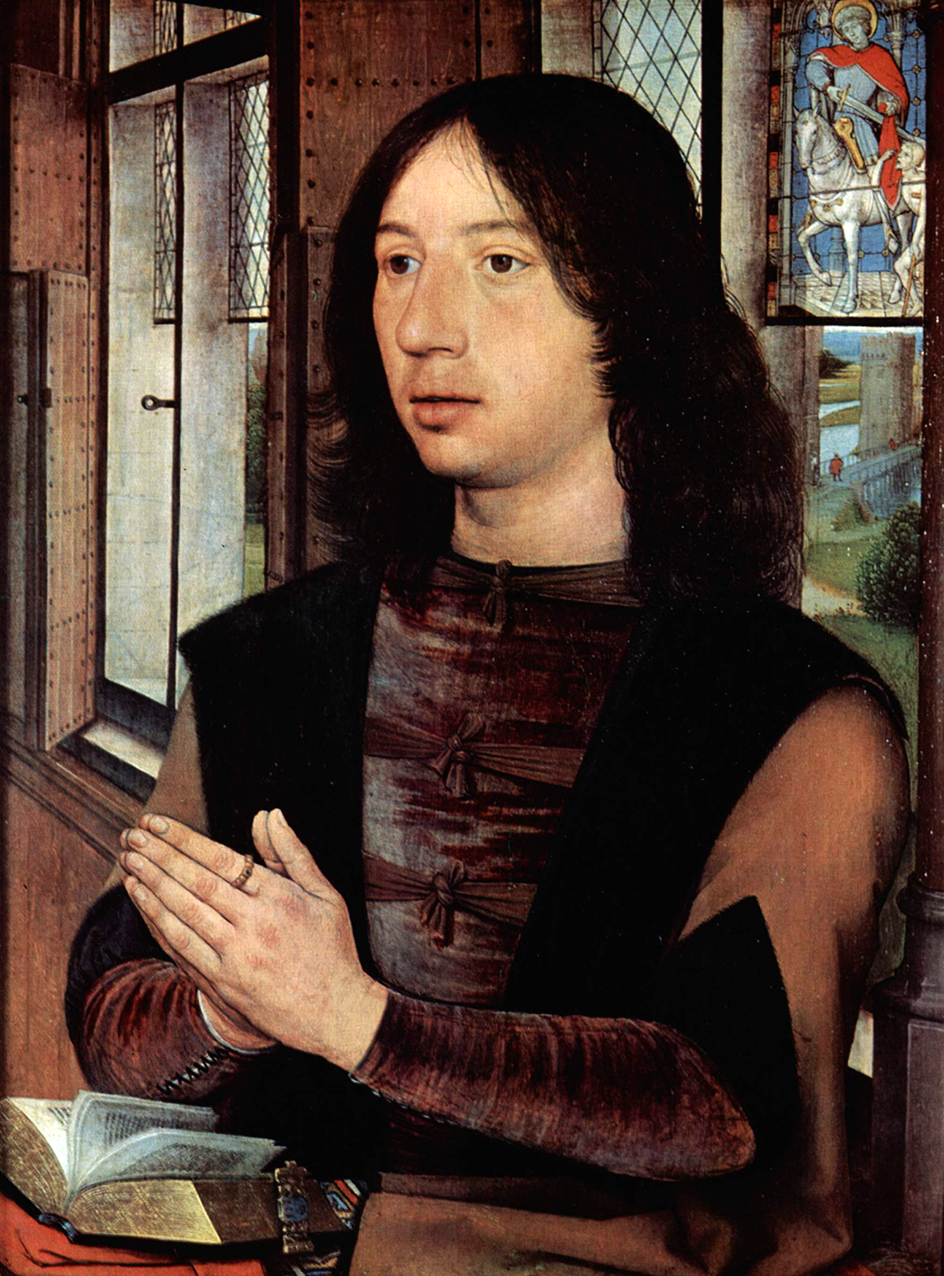
Retrato de Maarten van Nieuwenhove, ala derecha del díptico, que se encuentra en el Hospital de San Juan de Brujas.

## El retratado
Martin van Nieuwenhoven (11 de noviembre de 1463 -  15 de agosto de 1500) pertenecía a una noble familia de Brujas con conexiones en la corte borgoñona. En la década de 1490, fue sucesivamente concejal de la ciudad, capitán de la guardia cívica y, en 1498, alcalde de Brujas.